# Dane pri Sežani
Dane pri Sežani so naselje v Občini Sežana.
Dane pri Sežani so značilna kraška vas z nekaj objekti iz leta 1824. Nastale so leta 1000, ko je brat oglejskega patriarha na tem mestu postavil nekaj gospodarskih poslopij.